# 芝加哥烈焰 (第1季)
美國電視劇《芝加哥烈焰》第一季於2012年10月10日星期三美國東部時間晚上10點在NBC電視台首播，由迪克·沃夫擔任執行製片，德里克·哈斯、麥可·勃蘭特及麥特·歐姆斯泰德擔任製片。本季於2013年5月22日完結，共24集。

## 總覽
本劇關注任職於第51消防分局、81號消防車、第3救援隊、61號救護車及第25中隊的芝加哥消防局消防隊員與救護人員。

## 演員與角色
| - 傑西·斯賓塞 飾演 81號雲梯車車長馬修·凱希 - 泰勒·金尼 飾演 3號救援車車長凱利·西弗萊德 - 摩妮卡·雷蒙德 飾演 61號救護車車長加布里埃拉·道森 - 勞倫·日爾曼 飾演 61號救護車救護人員萊斯莉·夏伊 - 查理·巴奈特 飾演 81號雲梯車見習隊員彼得·米爾斯 - 埃蒙·沃克 飾演 第25中隊大隊長華萊士·博登 - 大衛·艾根柏 飾演 81號雲梯車消防隊員克里斯托弗·赫爾曼 - 泰莉·李維 飾演 海麗·托馬斯醫生（主演：第1-7集；客串：第20-22集） - 柯瑞·索倫森 飾演 81號雲梯車消防隊員安迪·達登 - 梅麗莎·賽格米勒 飾演 探員威海特 - 拉羅伊斯·霍金斯 飾演 巡警凱文·阿特沃特爾 - 拉姆·伊曼紐爾 飾演 自己（芝加哥市長） | - 尤里·薩爾達羅夫 飾演 81號雲梯車消防隊員布萊恩·“奧的斯”·兹沃内切克 - 喬·米尼奧索 飾演 81號雲梯車消防隊員兼駕駛喬·克魯茲 - 克里斯蒂安·斯托爾特 飾演 81號雲梯車消防隊員蘭迪·“穆奇”·麥考蘭 - 強·西達 飾演 探員安東尼奧·道森 - 羅賓·科芬 飾演 辛迪·赫爾曼 - 傑森·貝吉 飾演 科長漢克·沃伊特 - 莫·加利尼 飾演 81號雲梯車/3號救援車消防隊員荷西·瓦爾加斯 - 威廉·斯米利 飾演 3號救援車消防隊員凱文·哈德利 - 蘭迪·弗拉格勒 飾演 3號救援車消防隊員哈羅德·卡普 - 安東尼·法拉利斯 飾演 3號救援車消防隊員東尼·法拉利斯 - 柴恩·克羅斯 飾演 希瑟·達登 - 傑夫·利馬 飾演 ·克魯茲 - 琳達·鮑威爾 飾演 英格麗德·米爾斯 - 亞莉珊卓·梅茲 飾演 愛麗絲·米爾斯 - 施瑞·阿普萊碧 飾演 克萊麗斯·卡塔格 - 崔特·威廉斯 飾演 班尼·西弗萊德 - 妮可·佛瑞斯特 飾演 克里斯蒂·凱希·喬丹 - 凱薩琳·昆蘭 飾演 南希·凱希 - 科迪·蘇利文 飾演 厄尼 - 肖恩·麥克雷 飾演 副隊長艾瑞克·威利 |

## 集數
| 總集數 | 集數 （季） | 標題                                 | 導演              | 編劇                                                                        | 首播日期       | 製作 代碼 | U.S.收視人數 （百萬） |
| --- | ----------- | ------------------------------------ | ----------------- | --------------------------------------------------------------------------- | -------------- | --------- | --------------------- |
| 1 | 1           | 試播集 Pilot                         | 傑弗利·納赫馬諾夫 | 麥可·勃蘭特 & 德里克·哈斯                                                   | 2012年10月10日 | 101       | 6.61                  |
| 第51消防分局的男男女女正從失去一位同仁的悲痛中復原。一個月後，第51分局的兩位副隊長馬修·凱希與凱利·西弗萊德仍為了安迪·達登的死針鋒相對；直到另一位同仁克里斯托弗·赫爾曼的性命危在旦夕時，他們被迫放下成見攜手合作。救護人員加布里埃拉·道森由於在救援現場為一名小女孩實施高風險手術，正在接受風紀調查。彼得·米爾斯來到第51分局作為見習消防隊員兼救護人員的第一天報到。凱希試圖挽救和未婚妻海麗的關係。                                                                                                |             |                                      |                   |                                                                             |                |           |                       |
| 2 | 2           | 我的愛人                             | 湯姆·迪西羅       | 麥可·勃蘭特 & 德里克·哈斯                                                   | 2012年10月17日 | 102       | 5.85                  |
| 西弗萊德在救出困在坍塌建築裡的工人後，正忍受著肩傷的疼痛。消防隊員接到一棟公寓地下室火災的通報，並為老人租客與憤怒的房東太太進行調解。仍對達登的死感到愧疚的西弗萊德發現達登的遺孀也將這場悲劇怪罪給他。大家救了兩個被困在車裡的青少年。凱希和海莉本就動搖的關係變得雪上加霜，奧的斯則試圖解出第18號雲梯車的山羊吉祥物的秘辛。值班結束的西弗萊德前去探訪死於坍塌建築的工人的遺孀，並向她傳達一則特別訊息。 本集標題是法語，意指“我的愛人”。                                                         |             |                                      |                   |                                                                             |                |           |                       |
| 3 | 3           | 職業禮節 Professional Courtesy       | 喬·查普爾         | 麥特·歐姆斯泰德                                                             | 2012年10月24日 | 103       | 6.42                  |
| 凱希被迫抉擇是否通報CPD探員沃伊特兒子的DUI行為。西弗萊德終於預約去給醫生看肩傷，並發現這是椎骨骨折。彼得·米爾斯發現自己在消防隊本職工作與在媽媽的餐廳裡幫忙間分身乏術。 本集收錄於《芝加哥警署》第一季DVD中。 |             |                                      |                   |                                                                             |                |           |                       |
| 4 | 4           | 一分鐘 One Minute                    | 葛莉亞·穆齊奧     | 安德烈·紐曼                                                                 | 2012年10月31日 | 104       | 5.62                  |
| 在一場倉庫大火中，博登大隊長命令所有人撤出建築，卻讓一名遊民在裡面等死，造成對媒體與消防局內部的負面影響，因而面臨指控。與此同時，副隊長西弗萊德幫助一位老太太解決鄰里糾紛。沃伊特探員變本加厲地威脅凱希不要出面指證他兒子。夏伊在一次出勤時遇到前女友克萊麗斯與其現任丈夫，被迫重溫心碎往事。赫爾曼在一次到萬聖節街區派對的出勤中大發雷霆。 |             |                                      |                   |                                                                             |                |           |                       |
| 5 | 5           | 撐住 Hanging On                      | 吉恩·迪·塞貢扎克  | 馬克·杜貝                                                                   | 2012年11月7日  | 105       | 7.03                  |
| 凱希反擊沃伊特探員並面臨後果，道森因為出勤時的行為面臨風紀調查，西弗萊德則在一次屋頂救援中摔斷手臂。 |             |                                      |                   |                                                                             |                |           |                       |
| 6 | 6           | 多行不義必自斃 Rear View Mirror      | 喬·查普爾         | 塔尼婭·聖約翰                                                               | 2012年11月14日 | 106       | 5.77                  |
| 凱希被他和沃伊特探員的矛盾搞得心神不寧，尤其在他和海莉差點被陷害持有毒品而遭到逮捕後，這讓大隊長博登和道森很擔心。博登又注意到一名對一起公寓火災有著不尋常的興趣的青少年。道森為她的風紀聽證會做準備，並對穆奇帶來為她作證的關鍵證人感到又驚又喜。與沃伊特在同一警局的安東尼奧在凱希從公寓火災裡救出的一名年輕人主動伸出援手後，設計了一場針對沃伊特的釣魚行動。 |             |                                      |                   |                                                                             |                |           |                       |
| 7 | 7           | 兩個家庭 Two Families                | 麥可·斯勞韋斯     | 麥可·勃蘭特 & 德里克·哈斯                                                   | 2012年11月21日 | 107       | 5.55                  |
| 由於在幼稚園的通報案件中發現一個臨時冰毒實驗室，消防隊所有人被命令進行毒品反應檢測，西弗萊德不想自己為肩傷而吃的止痛藥被檢測出來，所以不斷拖延。博登得知自己的部下在一次出勤時被捲入幫派槍戰裡而感到憤怒。第51分局的感恩節晚餐傳統被打斷兩次，一次是把土雞烤焦，一次是接獲高速公路連環追撞的通報。凱希在追撞現場接生了一個嬰兒，促使他去找海莉討論他們的未來。消防局來了一個青少年訪客，博登和赫爾曼則充滿疑慮。奧的斯開始做。                                                                      |             |                                      |                   |                                                                             |                |           |                       |
| 8 | 8           | 離開消防局 Leaving the Station       | 康斯坦丁·馬克里斯 | 布萊恩·歐                                                                   | 2012年12月5日  | 108       | 7.21                  |
| 米爾斯在一場火車事故中發現小女孩的斷肢殘骸後大受影響，並對自己當消防員的未來充滿疑問。第51分局迎接來自加拿大的消防員，這使穆奇展現出他的同事從沒見過的一面。道森和夏伊救了一名正被母親虐待的6歲小女孩，卻在對峙中發生悲劇。與此同時，西弗萊德的傷在營救一名低血糖患者時加劇了，凱希處理一些私人事務，夏伊則將她那已婚的懷孕前女友送回她現任丈夫家。 |             |                                      |                   |                                                                             |                |           |                       |
| 9 | 9           | 這並不容易 It Ain't Easy             | 湯姆·迪西羅       | 小希利·希克斯                                                               | 2012年12月12日 | 109       | 4.87                  |
| 由於肺部在一場汽車工廠火災中受重創，荷西·瓦爾加斯被迫離開消防隊，為此他感到難以接受。大隊長博登試圖幫助一名疑似為縱火犯的青少年。此外，西弗萊德得到了他在車禍中的電線意外救下的女人蕾妮的誘人邀請。與此同時，克魯茲試圖將深陷黑幫泥沼的弟弟里昂救出來。凱希和西弗萊德阻止絕望的瓦爾加斯走上不歸路。 |             |                                      |                   |                                                                             |                |           |                       |
| 10 | 10          | 聖誕快樂之類的 Merry Christmas, Etc. | 史提夫·希爾       | 麥可·吉爾瓦里                                                               | 2012年12月19日 | 110       | 6.75                  |
| 在撲滅了一棟高檔郊區別墅的廚房火災後，凱希、赫爾曼、穆奇、克魯茲、奧的斯漢米爾斯被指控從該別墅中偷走一條價值5萬美金的鑽石項鍊，這觸發了一場由凱希在學院時的勁敵領導的內部調查。克魯茲的弟弟里昂牽扯進一場升級的黑幫戰爭，使得克魯茲為了救他而做出困難的決定。與此同時，道森邀請凱希到她親戚的豪華聖誕派對，絕望的夏伊則快要無法忍受西弗萊德。道森和夏伊在一場救護車車禍中面臨生命危險。 |             |                                      |                   |                                                                             |                |           |                       |
| 11 | 11          | 此乃天意 God Has Spoken              | 丹尼爾·薩克漢     | 安德烈·紐曼 & 馬克·杜貝                                                     | 2013年1月2日   | 111       | 8.54                  |
| 故意在火災中害死弗拉科而良心備受譴責的克魯茲去找凱希坦白實情。在夏伊療養救護車車禍導致的頭部創傷時，西弗萊德向道森請教如何治好自己的肩傷。凱希成為一場家庭風暴的夾心餅乾，一邊是因殺了有家暴傾向的凱希父親而入獄並即將進行假釋聽證會的母親南希，一邊是拒絕接受母親的姐姐克里斯蒂。赫爾曼遇到了難以接受的一筆生意。與此同時，道森和米爾斯的關係變得火熱起來。 |             |                                      |                   |                                                                             |                |           |                       |
| 12 | 12          | 刀刃之下 Under the Knife             | 亞歷克斯·查普爾   | 麥特·歐姆斯泰德 & 瑞安·雷傑·哈里斯                                          | 2013年1月9日   | 112       | 8.04                  |
| 西弗萊德終於告訴大隊長博登關於他的傷勢，並做出一些關乎人生的重大決定，其中包含蕾妮。與此同時，凱希在姐姐請她出席南希的假釋聽證會後陷入掙扎。道森發現一名小女孩是一次救援現場的唯一生還者後便親手介入其中。 |             |                                      |                   |                                                                             |                |           |                       |
| 13 | 13          | 溫的且死的 Warm and Dead             | 阿利克·薩哈羅夫   | 麥可·勃蘭特 & 德里克·哈斯                                                   | 2013年1月30日  | 113       | 7.31                  |
| 煩惱的大隊長博登向警方報案，因為一名男子在厄尼（他一直試圖幫助的陷入困境的縱火少年犯）和他的叔叔雷引發的五金行火災中喪生。與此同時，西弗萊德在認為激進的新手術方式需要的復原期更短後聯繫上他父親，但對於和蕾妮一起搬去馬德里住的想法有所顧慮。奧的斯來到全城效率最慢的消防分局補幾次班，卻在這找到袍澤之情，因此做了一個決定，道森和夏伊則在到出租公寓大樓的出勤陷入困境。 |             |                                      |                   |                                                                             |                |           |                       |
| 14 | 14          | 淺嚐一口 A Little Taste              | 亞瑟·W·福尼       | 麥特·歐姆斯泰德 & 小希利·希克斯                                             | 2013年2月6日   | 114       | 6.60                  |
| 西弗萊德回到消防隊，發現他和來頂替自己缺席的副隊長艾瑞克·威利有段太過熟悉的過去：威利的妹妹是西弗萊德的前任未婚妻。道森告訴夏伊她的秘密。剛獲得假釋的南希·凱希搬來和她兒子住，導致凱希和他姐姐間出現更多矛盾。與此同時，街上流傳的海洛因瑕疵品讓博登和整個消防隊忙得雞飛狗跳，道森的哥哥安東尼奧探員發誓盡一切所能去阻止。克萊麗斯和夏禕陷入新麻煩，這關乎克萊麗斯的身孕。 |             |                                      |                   |                                                                             |                |           |                       |
| 15 | 15          | 乾杯！ Nazdarovya!                   | 喬·查普爾         | 安德烈·紐曼                                                                 | 2013年2月13日  | 115       | 6.65                  |
| 道森試圖幫助他哥哥進行他負責的毒品與黑幫調查，並背著他去找一位出乎意料的人幫忙，這可能影響自己和凱希之間的友誼。凱希和南希的新關係出現了摩擦。在知曉西弗萊德和妹妹蕾妮分手的真相後，艾瑞克·威利說服西弗萊德去找她。赫爾曼和奧的斯得知一些關於他們酒吧“沉默夥伴”的殘酷事實。凱希和克里斯蒂為了他們媽媽起爭執，使得凱希去找南希對峙關於父親死亡的經過。 |             |                                      |                   |                                                                             |                |           |                       |
| 16 | 16          | 爆紅 Viral                           | 麥可·勃蘭特       | 麥可·吉爾瓦里                                                               | 2013年2月20日  | 116       | 6.50                  |
| 折磨克魯茲的罪惡感變得一發不可收拾，使他自己和其他同仁處於危險中。凱希和他姐姐克里斯蒂試圖解決他們與南希及彼此之間的矛盾。與此同時，西弗萊德找到目前在一間脫衣舞俱樂部上班的蕾妮·威利。救援隊在一次危險的出勤協助拆彈小隊有了新見識。夏伊證明自己能當克萊麗斯孩子的好母親的努力，在一個流浪漢用疑似被汙染的針頭攻擊她後付諸東流。 |             |                                      |                   |                                                                             |                |           |                       |
| 17 | 17          | 最好撒謊 Better to Lie               | 喬·查普爾         | 麥特·歐姆斯泰德 & 瑞安·雷傑·哈里斯                                          | 2013年2月27日  | 117       | 6.62                  |
| 當副隊長西弗萊德的父親班尼來訪，並和大隊長博登為了曾經的同事亨利·米爾斯的死大吵一架時，一段舊傷疤被揭開。彼得·米爾斯成功說服一位車禍肇事司機不要自殺。與克萊麗斯分手的夏伊沒有停止擁有小孩的動力。赫爾曼、奧的斯和道森揭開關於他們酒吧的秘辛。在一個消防員慈善舞會，道森和米爾斯宣布他們在交往，凱希則帶安迪·達登的遺孀希瑟作為舞伴來參加舞會。博登和班尼·西弗萊德在舞廳外為亨利·米爾斯的死起爭執，全然不知道森剛好在附近，並聽到博登和亨利的妻子外遇導致亨利在火災現場出現魯莽舉動，因此害死自己。 |             |                                      |                   |                                                                             |                |           |                       |
| 18 | 18          | 煙火 Fireworks                       | 凱倫·加菲尤拉     | 提姆·塔博特                                                                 | 2013年3月20日  | 118       | 6.39                  |
| 大隊長博登和班尼·西弗萊德之間的關係依然緊張，米爾斯找上班尼追問父親死亡的真相，並在班尼侮辱自己後揍了他。與此同時，西弗萊德、凱希、班尼揭開了兩起最初被認定為工會恐嚇手段的廚房火災背後的真相。夏伊為了擁有孩子做了各種嘗試。希瑟·達登驚喜地邀請凱希為他做一頓晚餐並一起去看電影。 |             |                                      |                   |                                                                             |                |           |                       |
| 19 | 19          | 那麼小的棺材 A Coffin That Small     | 達內爾·馬丁       | 劇本創作 ：史提夫·奇克羅蒂斯 故事構思 ：麥可·勃蘭特 & 德里克·哈斯           | 2013年3月27日  | 119       | 6.85                  |
| 一場失敗的公寓大樓救援，讓第51分局的男男女女深受影響。西弗萊德地希望米爾斯盡快從雲梯車隊轉到救援隊的決定遭到其他人反對。在西弗萊德認為凱希和希瑟上床後，兩人的關係便緊張，卻不知道凱希其實出於對安迪的尊重拒絕了她。夏伊和道森在一次出勤時必須對付一名癮君子的瘋狂行徑。夏伊在考慮一種組成家庭的不同方式，其中包括西弗萊德。與此同時，消防隊招惹了一群破壞社區與消防局安寧、並朝消防局掃射的毒販。一場門可羅雀的消防隊員葬禮促使赫爾曼試圖與自己的家庭重新連繫。                                    |             |                                      |                   |                                                                             |                |           |                       |
| 20 | 20          | 野心 Ambition                        | 亞瑟·W·福尼       | 安德烈·紐曼 & 麥可·吉爾瓦里                                                 | 2013年4月3日   | 120       | 6.37                  |
| 米爾斯在西弗萊德成全自己想加入救援隊的夢想後開始招人怨恨。米爾斯還認為凱希對他的不滿和自己與道森的關係有關。見習救護人員塔拉加入道森與夏伊一起值幾次班。與此同時，夏伊在克里斯托弗出城時幫助正受妊娠併發症之苦的辛迪·赫爾曼。道森和凱希的關係隨著茉莉酒吧的盛大開幕將近而拉近。凱西為前未婚妻海麗的出現感到驚喜。 |             |                                      |                   |                                                                             |                |           |                       |
| 21 | 21          | 報復行動 Retaliation Hit             | 吉恩·迪·塞貢扎克  | 麥特·歐姆斯泰德 & 小希利·希克斯                                             | 2013年5月1日   | 121       | 6.35                  |
| 回歸的沃伊特探員找道森要她還之前幫助她哥哥安東尼奧所欠下的人情債。塔拉指控西弗萊德對她性騷擾。與此同時，凱希的私生活重回以前的模式：與海莉團聚，也得面對剛出獄的黑警沃伊特。道森、赫爾曼和奧的斯成為即將隆重開幕的茉莉酒吧的老闆。 |             |                                      |                   |                                                                             |                |           |                       |
| 22 | 22          | 領導者負責領導 Leaders Lead          | 麥可·斯勞韋斯     | 劇本創作 ：迪克·沃夫 & 麥特·歐姆斯泰德 故事構思 ：麥可·勃蘭特 & 德里克·哈斯 | 2013年5月8日   | 122       | 6.89                  |
| 失落的西弗萊德發現塔拉曾用捏造的性騷擾指控要脅一名廣告業主任，因為這能成為自己飛黃騰達的跳板，如今對方正擔任影印店經理。米爾斯和道森碰上了關於米爾斯母親的祕密的挑戰，因為道森終於坦承關於他父母以及博登自己所知道的一切。在西弗萊德帶著塔拉以往的騙局找她對峙後，塔拉辭職並出了城。重聚的凱希與海麗過著幸福生活，直到海麗目前任職的診所發生火災。與此同時，救援隊被呼叫到令人痛心的公寓大樓倒塌現場。                                                                                              |             |                                      |                   |                                                                             |                |           |                       |
| 23 | 23          | 放下她 Let Her Go                    | 喬·查普爾         | 劇本創作 ：迪克·沃夫 & 麥特·歐姆斯泰德 故事構思 ：麥可·勃蘭特 & 德里克·哈斯 | 2013年5月15日  | 123       | 6.90                  |
| 海麗死於診所大火後，迫使凱希必須與如今由沃伊特領導的情報組合作，坐過牢的他似乎仍未改變他那骯髒的辦案方式。夏伊對自己即將成為母親感到越來越興奮，米爾斯和道森則碰上一些私人問題。凱西、安東尼奧和沃伊特追捕害死海麗的縱火犯到芝加哥高架列車上。與此同時，全體消防隊員一起慶祝茉莉酒吧的開幕。 本集亦為外傳《芝加哥警署》的後門試播集。 |             |                                      |                   |                                                                             |                |           |                       |
| 24 | 24          | 一次的出勤 A Hell of a Ride          | 亞歷克斯·查普爾   | 安德烈·紐曼 & 麥可·吉爾瓦里                                                 | 2013年5月22日  | 124       | 6.13                  |
| 當接獲庫克郡監獄的通報後，消防隊陷入動蕩的困境，他們必須化解不斷升級的局勢。夏伊對自己寶寶的到來充滿希望，赫爾曼的妻子辛迪則迎來第五胎的分娩。米爾斯和道森得關係的面臨關鍵時刻，米爾斯則面臨一項涉及職業生涯的決定。穆奇開心地與交往一個月的日本女網友第一次見面。凱希終於從海麗的死釋懷，並得到意想不到的親密慰藉。 |             |                                      |                   |                                                                             |                |           |                       |

## 開發
由開創者麥可·勃蘭特和德里克·哈斯共同撰寫的本劇試播集在芝加哥拍攝，並且根據NBC代表，本劇之後將一直在那拍攝。時任芝加哥市長拉姆·伊曼紐爾於本劇試播集中亮相。伊曼紐爾表示：“當市長比飾演市長簡單。我跟他們說我只有一個要求：劇組要投資消防員遺孀與孤兒基金。”
電視台於2012年5月預訂本劇。自從十月又有一部劇本被預訂，《芝加哥烈焰》於2012年11月8日被選中將擴大為一整季。2013年1月29日，《芝加哥烈焰》的總集數從22集增加為23集。一週後的2013年2月6日，《芝加哥烈焰》又增加一集，使得第一季總集數變成24集。

## 外傳
2013年3月27日，NBC公布關於《芝加哥烈焰》外傳的計畫。《Deadline Hollywood》報導他們聽說該外傳與芝加哥警察局有關，由迪克·沃夫、德里克·哈斯、麥可·勃蘭特及麥特·歐姆斯泰德開創與擔任執行監製。該劇於2014年1月8日首播。
該劇關注一個情報科，並完全於芝加哥拍攝。主要演員包括傑森·貝吉 、強·西達、索菲亚·布什、傑西·李·索弗、派崔克·弗呂格、艾利亞斯·科太亞斯、瑪琳娜·斯奎爾恰提、拉羅伊斯·霍金斯及高聖遠。
兩部《芝加哥劇集》的交叉集於2014年4月29日與30日播出，描述一起將消防局與警察局交織在一起的爆炸案。

## 家庭媒體
第一季的DVD於2013年9月10日在區域1發行。
| 第一季完整版                                                                                               | | |                       |
| 包裝內容                                                                                                   | 包裝內容                                                                                                   | 包裝內容                                                                                                   | 特別收錄              |
| - 24集 - 1,026分鐘（區域1） - 5碟裝 - 1.78:1長寬比 - 語言： - 英語（杜比數位5.1） - 字幕： - 英文（區域1） | - 24集 - 1,026分鐘（區域1） - 5碟裝 - 1.78:1長寬比 - 語言： - 英語（杜比數位5.1） - 字幕： - 英文（區域1） | - 24集 - 1,026分鐘（區域1） - 5碟裝 - 1.78:1長寬比 - 語言： - 英語（杜比數位5.1） - 字幕： - 英文（區域1） | - 幕後花絮 - 奧的斯的 |
| 發行日期                                                                                                   | | | - 幕後花絮 - 奧的斯的 |
| 美国 | 英国 | | - 幕後花絮 - 奧的斯的 |
| 2013年9月10日                                                                                              | | | - 幕後花絮 - 奧的斯的 |

## 外部連結
- 官方网站
- 《Chicago Fire》各集列表 来自互联网电影数据库